# Saja
Der Fluss Saja befindet sich im Norden von Spanien in der autonomen Region Kantabrien und mündet dort in das kantabrische Meer. Ein Teil des Flusses fließt durch den Naturpark Saja-Besaya, das als Braunbären-Reservat bekannt ist. Die Flüsse Diablo und Bijoz bilden den Saja. Bei Torrelavega fließen die Flüsse Saja und Besaya wenige Kilometer vor ihrer Mündung im Meer zusammen.

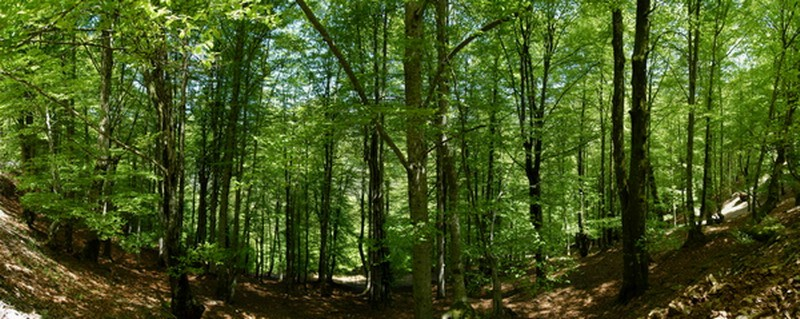
Der Fluss Saja in einem eindrucksvollen Naturpark